# Толстово-Васюковское
Толсто́во-Васюко́вское — село в составе Будённовского муниципального округа Ставропольского края России.

## География
Село Толстово-Васюковское располагается в северо-восточной зоне Ставропольского края. Примечательностью географического адреса села является нахождение его (как и Ставрополя) на 45 градусах северной широты — на полпути между северным полюсом и экватором. В 4 км от села проходит автотрасса Будённовск — Арзгир — Дивное — Элиста. Площадь поселения: 215 км².

## История
История села Толстово-Васюковского началась с небольшого поселения, основанного русскими баптистами весной 1905 года. 12 декабря 1906 года губернское правление утвердило и опубликовало в «Ставропольских Губернских Ведомостях» решение схода жителей о переименовании поселения в село Толстово-Васюковское, возможно по фамилиям двух уважаемых всеми людей. Село содержалось в чистоте, а жители отличались трудолюбием и зажиточностью. В 20-30-е годы на Толстово-Васюковку обрушились репрессии: Советская власть беспощадно боролась с «кулачеством» и «религиозными пережитками тёмного прошлого».
До 16 марта 2020 года село образовывало упразднённое сельское поселение село Толстово-Васюковское.

## Население
| 1989  | 2002  | 2010  | 2012  | 2013  | 2014  | 2015  | 2016  | 2017  |
| ----- | ----- | ----- | ----- | ----- | ----- | ----- | ----- | ----- |
| 1335  | ↗1418 | ↗1473 | ↗1509 | ↘1503 | ↘1491 | ↘1483 | ↗1485 | ↗1508 |
| 2018  | 2019  | 2020  | 2021  |       |       |       |       |       |
| ↘1506 | ↘1500 | ↗1508 | ↘1022 |       |       |       |       |       |

Национальный состав
По итогам переписи населения 2010 года проживали следующие национальности (национальности менее 1 %, см. в сноске к строке «Другие»):
| Национальность | Численность | Процент |
| -------------- | ----------- | ------- |
| Русские        | 1013        | 68,77   |
| Даргинцы       | 330         | 22,40   |
| Немцы          | 29          | 1,97    |
| Рутульцы       | 26          | 1,77    |
| Табасараны     | 20          | 1,36    |
| Другие         | 55          | 3,73    |
| Итого          | 1473        | 100,00  |

## Упразднённое сельское поселение село Толстово-Васюковское
Председатели совета депутатов
- Метлина Наталья Николаевна (на непостоянной основе)
- Новиков Николай Сергеевич (на непостоянной основе)

Главы администрации 
- с 2002 года — Крутоголова Елена Георгиевна
- Малафеев Юрий Стефанович[20]

## Инфраструктура
- Дом культуры. Открыт 5 октября 1992 года[21]
- Библиотека. Открыта 22 октября 1926 года[22]
- Фельдшерско-акушерский пункт[23]
- 5 торговых точек
- Дом быта
- Спортивные площадки
- Кладбища № 1 и 2 (общественные открытые)[24].

## Учебные заведения
- Детский сад № 5 «Солнышко» (на 75 мест). Открыт 1 апреля 1969 года[25]
- Средняя общеобразовательная школа № 9 (на 246 мест)
- Детский дом (смешанный) № 17

## Экономика
На территории муниципального образования расположено свыше 10 предприятий, организаций, учреждений. Базовыми являются два предприятия — ЗАО «Толстово-Васюковское» и СПК «Юбилейный». Оба специализируются на производстве сельскохозяйственной продукции из продуктов растениеводства. Кроме того, имеются малые предприятия ООО «Новатор» по переработке сельхозпродукции, более двух десятков крестьянских (фермерских) хозяйств. В формировании местного бюджета преобладают налоговые поступления ЗАО «Толстово-Васюковское», которое имеет мукомольное производство, пекарню.
ЗАО «Толстово-Васюковское». Образовано 6 мая 1965 года как овцесовхоз «Знамя Труда».

## Русская православная церковь
- Церковь в честь иконы Божией Матери «Спорительница хлебов»[27]

## Памятники
- Памятник воинам-землякам, погибшим в годы гражданской и Великой отечественной войн. 1972 г.[28]